# Belgie na Letních olympijských hrách 1964
Belgie se účastnila Letní olympiády 1964 v japonském Tokiu. Zastupovalo ji 61 sportovců (60 mužů a 1 žena) ve 13 sportech.

## Medailisté
| Medaile | Jméno            | Sport      | Soutěž                          |
| ------- | ---------------- | ---------- | ------------------------------- |
| Zlato   | Gaston Roelants  | Atletika   | Muži 3 000 m překážek           |
| Zlato   | Patrick Sercu    | Cyklistika | Muži 1 000 m s pevným startem   |
| Bronz   | Walter Godefroot | Cyklistika | Muži silniční závod jednotlivců |